# Sąd nad Brzozowskim
Sąd nad Brzozowskim – wyreżyserowane w 1992 roku przez Grzegorza Królikiewicza telewizyjne przedstawienie teatralne, obrazujące przebieg procesu obywatelskiego nad Stanisławem Brzozowskim, który w rzeczywistości odbył się w 1908 roku.

## Obsada
- Stanisław Brzozowski – Andrzej Kozak;
- Wojnicz[4] – Ludwik Benoit;
- Bakaj – Franciszek Trzeciak;
- Peterson – Aleksander Bednarz;
- Kostek – Tomasz Konieczny;
- Diamand[4] – Sławomir Sulej;
- Zawarzin – Jerzy Światłoń;
- Wanda Krahelska[4] – Jolanta Jackowska;
- Antonina Brzozowska – Julitta Sękiewicz;
- pielęgniarka – Ewa Wichrowska;
- ksiądz – Władysław Malczewski;
- Moraczewski[4] – Bogumił Antczak;
- Buber[4] – Michał Pawlicki;
- Burcew[4] – Andrzej Lipiński;
- Łaguna – Aleksander Fogiel;
- Żmigrodzki[4] – Jerzy Stasiuk;
- Żeromski[4] – Marek Kołaczkowski;
- Orkan[4] – Dariusz Siatkowski;
- Irzykowski[4] – Andrzej Głoskowski;
- Śmiarowski[4] – Mirosław Siedler;
- Belmont[4] – Andrzej Kierc;
- Ortwin[4] – Maciej Małek;
- klient – Leon Charewicz;
- Perl[4] – Bogusław Sochnacki;
- Kułakowski – Jan Hencz;
- Bobrowski[4] – Janusz Kubicki;
- Kulczycki[4] – Andrzej Wichrowski;
- Schweber – Mariusz Saniternik;
- kamienicznik – Michał Szewczyk;
- Nelken[4] – Mariusz Pilawski;
- Niemojewski[4] – Marcin Kuźmiński;
- Kon[4] – Piotr Krukowski;
- Skałłon – Leon Niemczyk;
- Haecker[4] – Andrzej Jurczak;
- Rabski – Ireneusz Kaskiewicz;
- protokolant – Jarosław Pilarski;
- gospodarz – Bronisław Wrocławski;
- kolporter – Bogusław Semotiuk;
- świadek – Ryszard Kotys;
- świadek – Marek Kasprzyk;
- konspiratorka – Małgorzata Kalamat;
- Władysław Dawid[4] – Piotr Lauks
- oraz Irena Burawska, Dorota Lanton, Hanna Molenda, Krzysztof Ibisz, Marian Harasimowicz, Mariusz Kwiatkowski, Stanisław Olczyk, Tadeusz Sabara, Marian Stanisławski, Marcel Szytenchelm, Bohdan Wróblewski, Maciej Zalewski, studenci Państwowej Wyższej Szkoły Filmowej Telewizyjnej i Teatralnej w Łodzi.